# Omphalucha zoutpanensis
Omphalucha zoutpanensis là một loài bướm đêm trong họ Geometridae.